# Gipyrspets

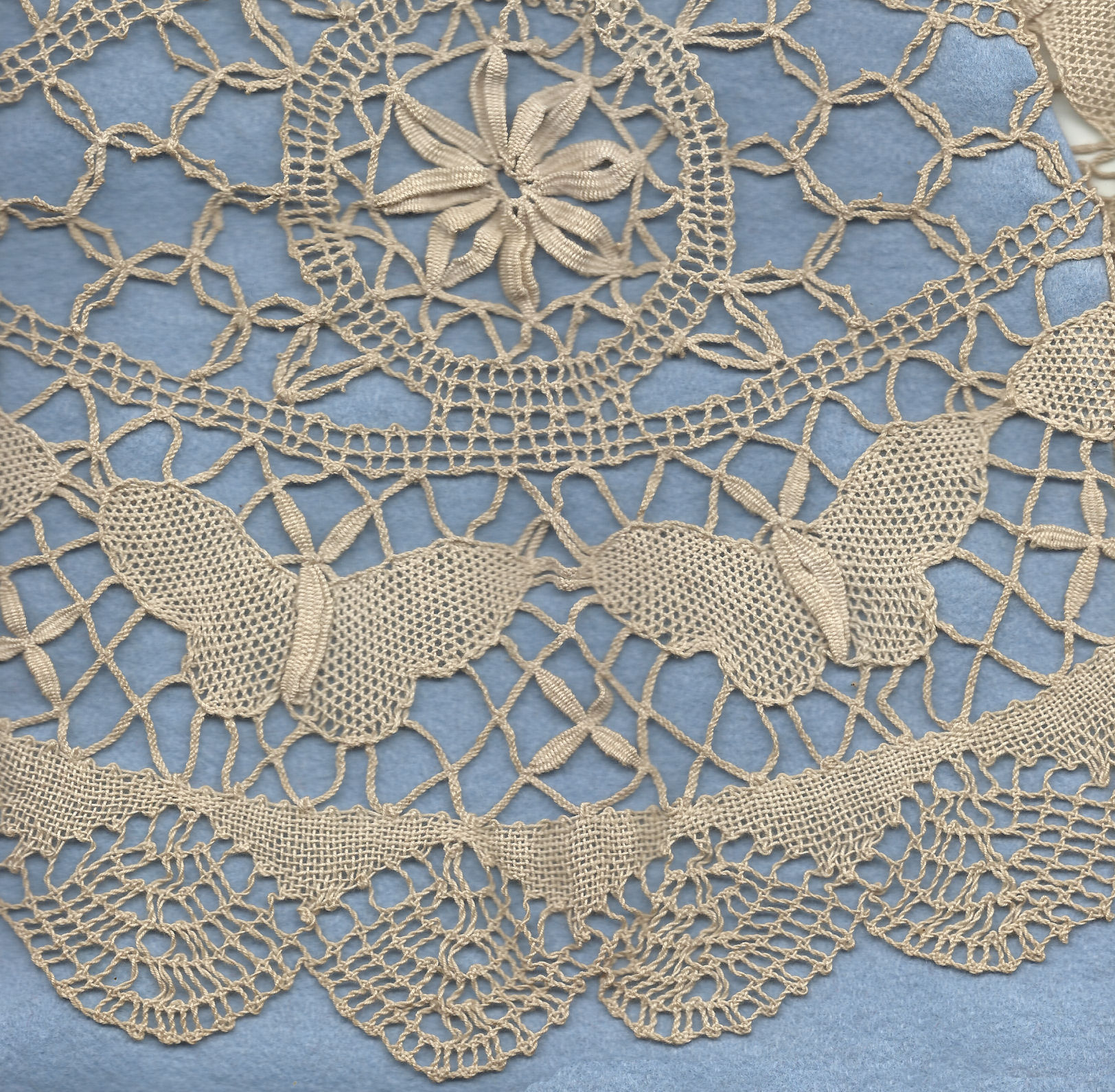
Gipyrspets

Gipyrspets, spets gjord av gipyrer, det vill säga grova snören omspunna med silke, linne, guld- eller annan metalltråd, som bildar spetsens mönster.
Gipyrspets var typisk för barocken och kunde förekomma i mycket växlande mönster och färger.